# Degré d'affinité dans le mariage selon le droit canonique catholique

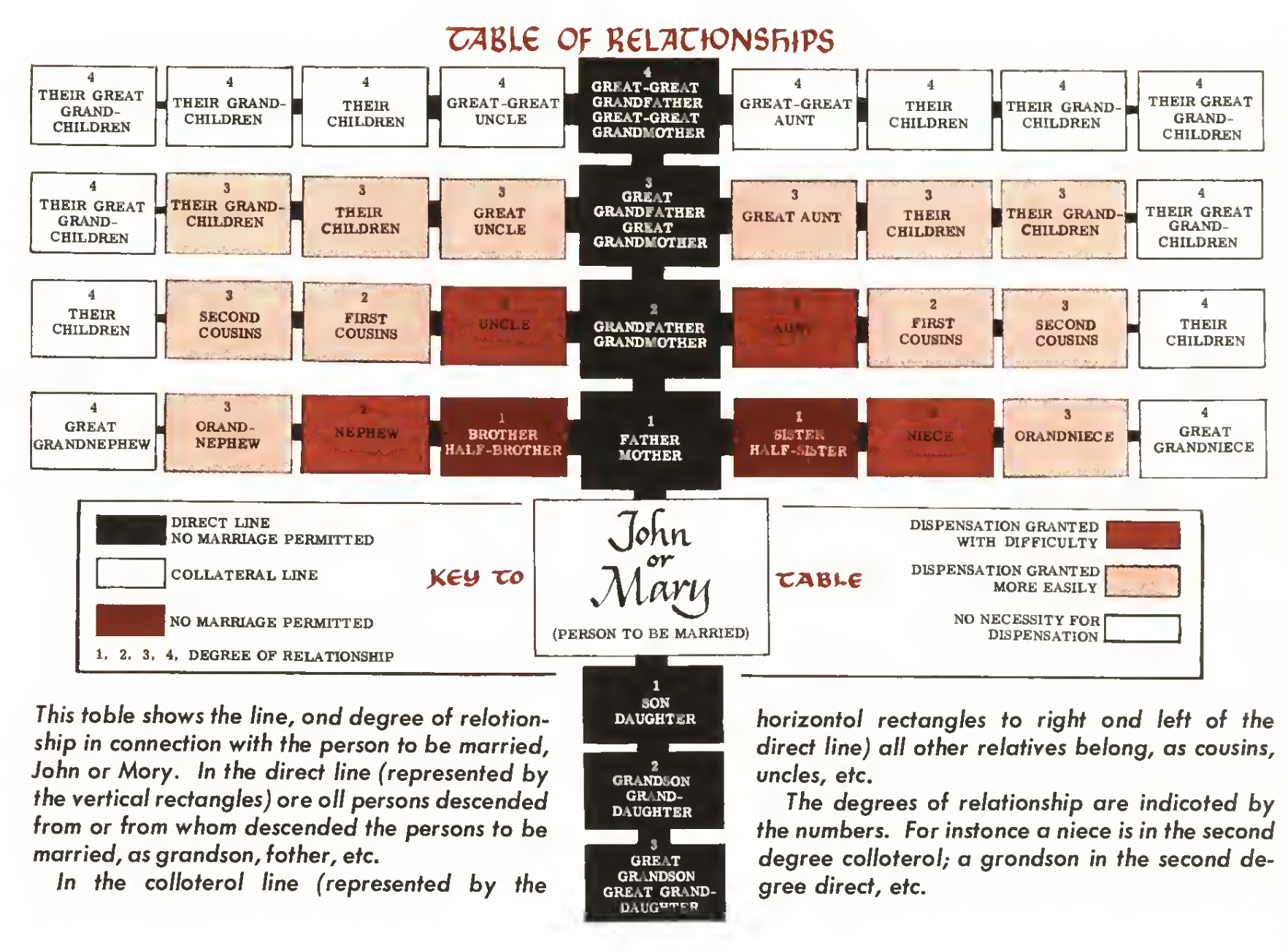

Le droit canonique de l'Église catholique romaine a longtemps reconnu comme faisant obstacle au mariage, en plus des empêchements liés à la consanguinité, des empêchements liés à l'affinité pouvant exister entre les futurs époux. Ces empêchements étaient classés selon divers degrés.

## Définition de l'affinité
L'affinité est le rapport qu'il y a entre l'un des conjoints par mariage, et les parents de l'autre conjoint. Ce que, de nos jours, on appelle communément la parenté par alliance.
À la différence de la parenté naturelle, il n'existe pas à proprement parler, dans l'affinité de lignes (directe ou collatérale) ni de degrés, les affins ne descendant pas d'une même souche. L'usage a toutefois fait reconnaître que l'affinité entre un conjoint et les parents de l'autre suit les mêmes règles de ligne et de degré existant dans la parenté naturelle.
La non-consommation du mariage est sans effet sur l'affinité selon le droit civil, mais le droit canonique y voit une absence d'affinité (toutefois, il existe alors un empêchement d'honnêteté publique).

## Fondement doctrinal de la position de l'Église catholique
L'Église catholique considère que, par le mariage, l'homme et la femme ne deviennent qu'un seul être et une seule chair (Genèse). Ils ne forment plus qu'un. Il résulte de cette fusion des époux le fait que la parenté « par alliance » est assimilée à la « parenté naturelle ».

## Les empêchements d'affinité

### L'affinité en ligne directe
Un homme ne peut épouser la mère de sa défunte femme, ni une femme le père de son défunt mari. Pareillement avec les grands-parents, etc.

### L'affinité en ligne collatérale
À partir de l'époque carolingienne, les empêchements d'affinité en ligne collatérale ont été calqués sur les empêchements de parenté en ligne collatérale.
Actuellement, le Code de droit canonique de 1983 ne retient plus que l'affinité en ligne directe (can. 1092).

### L'affinité résultant d'une union illicite
Toute union illicite (« fornication ») crée entre les parents de l'un et l'autre conjoint une affinité semblable à celle qui résulte d'un mariage consommé. Toutefois le concile de Trente a limité les empêchements au premier et au second degré. En outre, l'empêchement n'existe que si le commerce illicite a été publiquement connu (et de simples rumeurs ne sauraient être considérées comme des preuves en cas de demande d'annulation). Le secret de la fornication entraînera, pour le fornicateur épousant une parente de sa complice, un simple état de péché grave.
L'affinité contractée durant le mariage par le « commerce criminel » de l'un des conjoints avec un parent de l'autre conjoint ne rompt pas le mariage antérieur, la partie innocente ne devant pas être privée des droits acquis par le mariage. L'Église incitait l'innocent et le coupable à vivre dans la continence, tout en reconnaissant à l'innocent le droit d'exiger la satisfaction du devoir conjugal. Mais, à partir du concile de Trente, l'incitation à la continence entre époux innocent et coupable est tombée en désuétude, le concile ayant restreint l'empêchement d'affinité pour commerce illicite aux mariages ultérieurs des participants de cette relation.

## L'alliance spirituelle

### L'alliance spirituelle entre le baptisé et ses parrain et marraine
Toute personne (sage-femme ou autre) ayant baptisé un enfant en cas de nécessité contracte également avec lui l'alliance spirituelle. A contrario, les éventuels procureurs des parrains et marraines, ayant tenu sur les fonts une personne baptisée, ne contractent avec elle aucune alliance spirituelle.

### L'alliance spirituelle dite compérage
Le parrain (ou l'homme qui a baptisé l'enfant) ne peut épouser la mère de l'enfant et, pareillement, la marraine (ou la sage-femme) ne peut épouser le père de l'enfant. Ils sont qualifiés respectivement de compères et commères.
Il a existé, avant le concile de Trente, un empêchement de mariage entre un baptisé et les enfants de son parrain ou de sa marraine, assimilés à des frères et sœurs, et que le concile a en outre reconnu qu'il n'existait pas d'empêchement de mariage entre le parrain et la marraine d'un enfant baptisé.
Le Code de droit canonique de 1983 ne retient plus cet empêchement de parenté spirituelle : aujourd'hui, un filleul peut épouser sa marraine et une filleule son parrain.
L'empêchement par alliance spirituelle est observé dans l'Eglise catholique orientale conformément au code de droit canonique pour les Eglises orientales sui iuris.

## Source principale
- Robert-Joseph Pothier, Traité du contrat de mariage (XVIIIe siècle), Troisième partie, chapitre III, article Ier (De l'empêchement qui résulte de la parenté naturelle (P. 75-100).